# سيسيل رولو
سيسيل رولو (بالإنجليزية: Cécile Rouleau)‏‏ (5 أبريل 1905 في مدينة كيبك - 3 يناير 1999 ) نقابية من كندا.

## التعليم
تعلمت سيسيل رولو في:
- جامعة لافال

## الجوائز
حصلت سيسيل رولو على الجوائز الآتية:
- نيشان كيبيك الوطني من رتبة ضابط